# Papudo
Papudo est une commune du Chili de la province de Petorca, elle-même située dans la région de Valparaiso. En 2016, sa population s'élevait à 5 310 habitants. La superficie de la commune est de 166 km2 (densité de 32 hab./km2).
Papudo est une station balnéaire située au bord de l'Océan Pacifique.
La commune se trouve à 169 km au nord de la capitale Santiago, 98 km au nord de Valparaiso et 79 km de Vina del Mar. L'histoire de la commune débute lorsque Fernando Irarrázabal, propriétaire de l'Hacienda Pullally, vend des parcelles à des familles désireuses de disposer d'effectuer des séjours en bord de mer. En 1906 un petit port est construit et ligne de chemin de fer relie celui-ci. À partir de 1912 la population se met à croitre fortement. Papudo se trouve à la limite nord de la zone tempérée du Chili avec des précipitations cumulées de 450 mm par an.

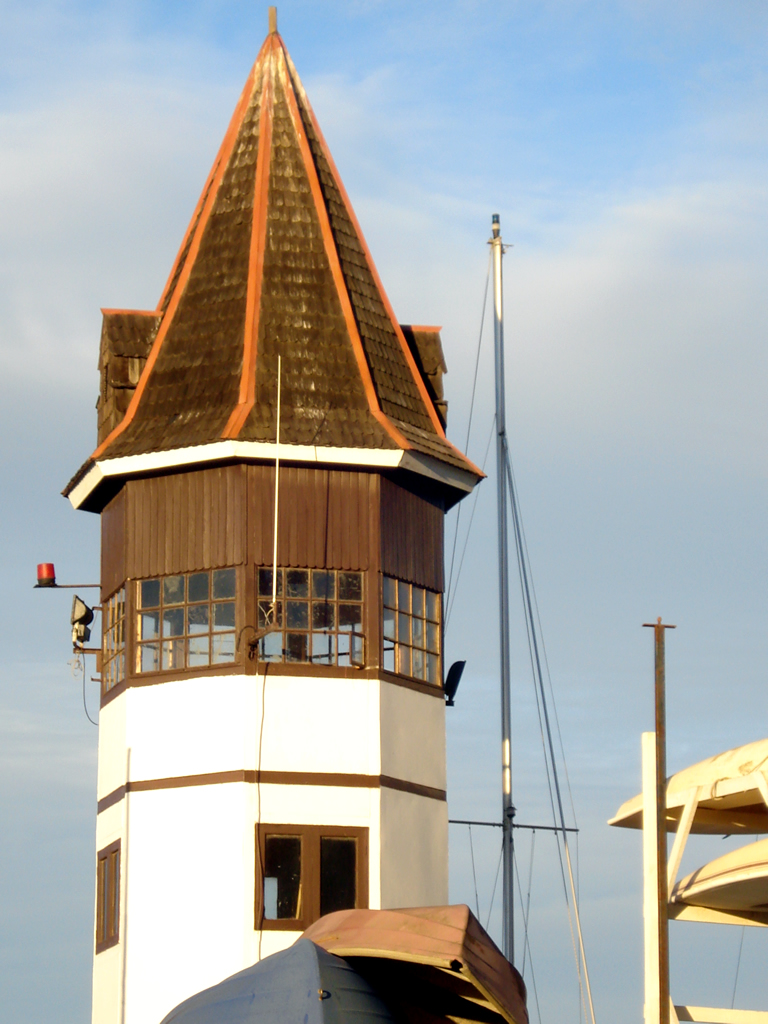
Phare de Papudo
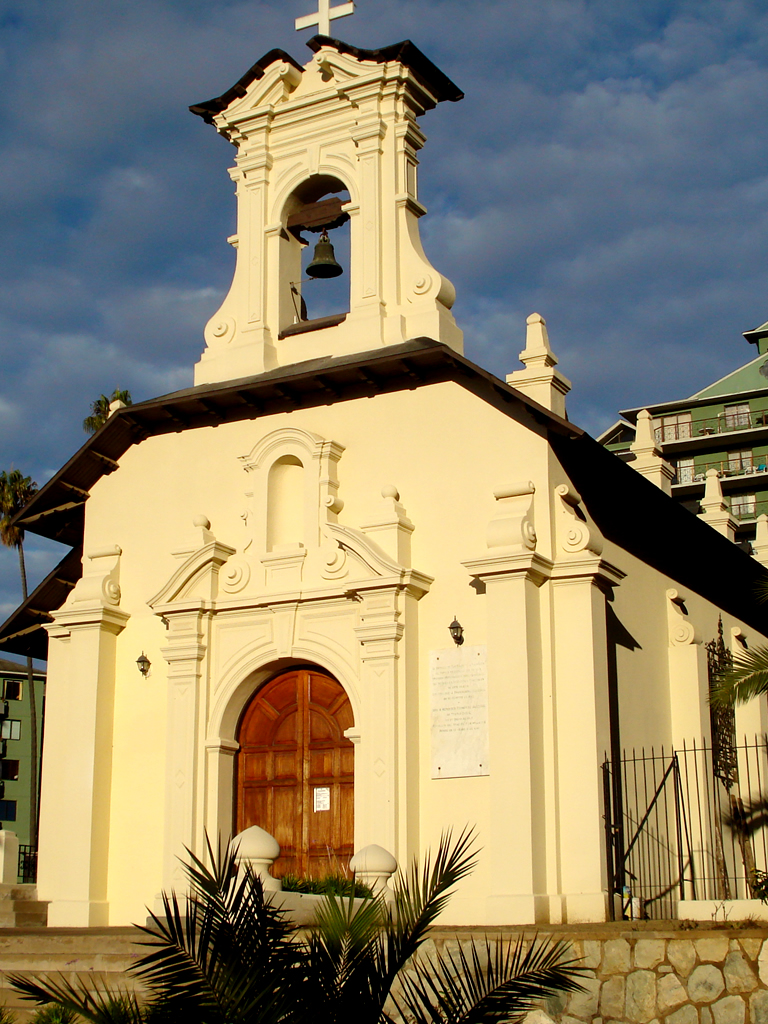
Eglise de Papudo
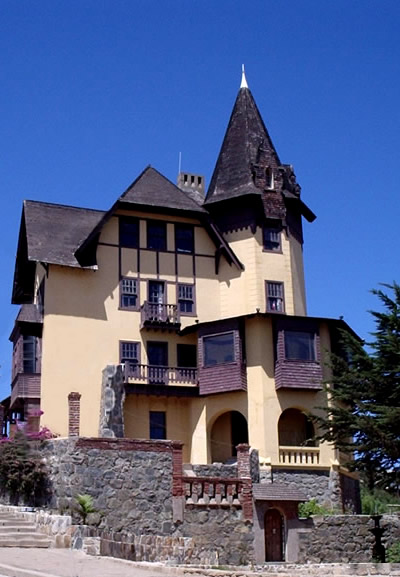
Villa Recart